# Benedita da Suécia
Benedita (em sueco: Benedikta ou Bengta Ebbesdotter; Knardrup, 1170 – Suécia, 1199), foi uma nobre dinamarquesa, filha do nobre e militar Ebbe Sunesen e de Fru Ebbe Hvide. Rainha da Suécia desde 1196 até sua morte, foi a primeira esposa de Suérquero II da Suécia.
Casou-se na Dinamarca, em torno de 1190, quando o príncipe Suérquero se encontrava refugiado nesse país, após o assassinato de seu pai, o Rei Carlos VII da Suécia.
Faleceu muito jovem, quando contava apenas com 29 anos de idade. Foi enterrada no Convento de Alvastra.

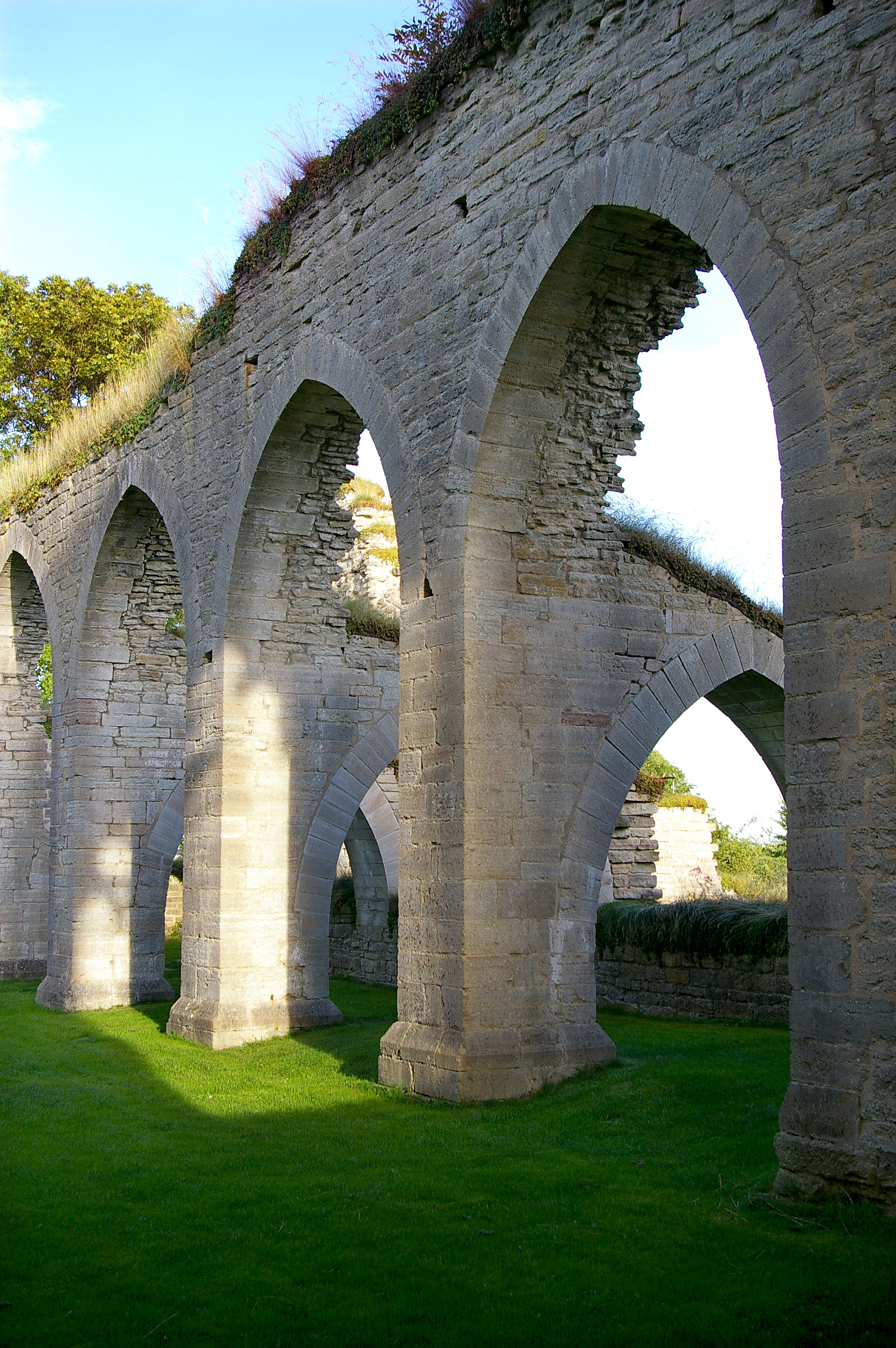
Local de enterro de Benedita

## Descendentes
Acredita-se que Benita tenha tido quatro filho com Suérquero, mas só se tem certo grau conhecimento de uma filha:
- Helena (1190 - 1247). Esposa de Suno Folkesson, foi raptada por este do Convento de Vreta.
- Margarida (1192 - 5 de março de 1232). Casada com Vitslavo I, príncipe de Rúgia. Teve descendência.
- Carlos (1195 - 1198). Faleceu muito jovem.
- Cristina (1189 - 20 de maio de 1248). Casada com Henrique Boruíno II Mecklemburgo. Teve descendência.